# Элегест (село)
Элегест (тув. Элегест) — село в Чеди-Хольского кожууне Республики Тыва. Административный центр Элегестинского сумона. Население 1574 человек (2007), 1370 (2015).

## География
Село находится у р. Элегест.
Уличная сеть
ул. Ветлечебница, ул. Гагарина, ул. Городищева, ул. Дачная, ул. Дружбы, ул. Животноводов, ул. Заречная, ул. Зелёная, ул. Коммунаров, ул. Кочетова, ул. Красных партизан, ул. Ленина, ул. Мира, ул. Октябрьская, ул. Первомайская, ул. Подгорная, ул. Полевая, ул. Рабочая, ул. Степная, ул. Трактовая, ул. Школьная.
Географическое положение
Расстояние до:
районного центра Хову-Аксы: 31 км.
столицы республики Кызыл: 52 км.
Ближайшие населённые пункты
Кочетово 7 км, Чал-Кежиг (Элегест) 7 км, Шанган 13 км, Усть-Элегест 24 км, Успенка 24 км, Межегей (Алаак) 27 км, Как (Каък) 30 км, Хову-Аксы 30 км
климат
Элегест, как и весь Чеди-Хольский кожуун, приравнен к районам Крайнего Севера.
Полезные ископаемые
Вблизи села обнаружено крупное месторождение коксующегося угля, разработка которого станет возможной после прокладки железной дороги. Новая дорога позволит начать полноценную разработку месторождения с колоссальными запасами коксующегося угля.

## Население
| 2002 | 2010  |
| ---- | ----- |
| 1543 | ↘1431 |

Национальный состав
Согласно результатам переписи 2002 года, в национальной структуре населения тувинцы составляли 91 %

## Инфраструктура
отделение почтовой связи села Элегест
Электрическая подстанция «Элегест» 110/10кВ — Элегест
образование
МУЧ Элегестинская средняя школа
сельское хозяйство
Разведение овец и коз: СХК «КУЖУР-БАЖЫ», СХК «ТАЛ-БАЖЫ»
культура
МБУ Сельский ДК сумона Элегест
административная деятельность
Администрация села Элегест
Администрация Элегестинского сумона

## Транспорт
Автомобильные дороги:
- Подъезд к с. Элегест (км 0+000 — км 5+000),
- Усть — Элегест — Кочетово (км 0+000 — км 18+000)
- Автозимник Усть- Бурен-Усть-Элегест-Кунгуртуг[6]

Намечено строительство железнодорожной ветки «Элегест — Кызыл — Курагино», которую планируют открыть в 2023 г.